# Roentgen 19'30
„Roentgen 19'30“ je druhý singl brněnské rockové skupiny Progres II, jediná nahrávka vydaná pod variantou názvu s římskou číslicí (jinak byl používán název Progres 2). Singl byl vydán v roce 1978 (viz 1978 v hudbě) a tematicky se váže k rockové opeře Dialog s vesmírem.
Obě skladby na singlu jsou instrumentální a obě složil lídr kapely, bubeník Zdeněk Kluka. Píseň „Roentgen 19'30“ nepochází z audiovizuálního projektu Dialog s vesmírem, nenachází se v koncertní ani ve zkrácené studiové verzi. B stranu singlu zabírá skladba „V zajetí počítačů“, což naopak je úvodní instrumentálka Dialogu s vesmírem.
„Roentgen 19'30“ byla nahrána 21. května 1978 ve studiu Československého rozhlasu Brno, druhá skladba pochází zřejmě z téhož období a nejedná se tak o verzi vydanou na LP Dialog s vesmírem, která byla natočena až na přelomu let 1979 a 1980.
Skladba „Roentgen 19'30“ byla vydána jako jeden z bonusů na reedici Dialogu s vesmírem v roce 1999 a v rámci kompilace Dialog s vesmírem /studio & live/ roku 2010.

## Seznam skladeb
1. „Roentgen 19'30“ (Kluka) – 2:18
2. „V zajetí počítačů“ (Kluka) – 3:07

## Obsazení
- Progres II
  - Pavel Váně – elektrická kytara
  - Miloš Morávek – elektrická kytara
  - Pavel Pelc – baskytara
  - Karel Horký – klávesy
  - Zdeněk Kluka – bicí